# Lista odcinków amerykańskiego serialu Druga szansa
W tym artykule znajduje się lista odcinków z serialu amerykańskiego Druga szansa.

## Serie
| Serie | Odcinki | Premiera serii   | Finał serii      | Premiera serii  | Finał serii      |
| ----- | ------- | ---------------- | ---------------- | --------------- | ---------------- |
| 1     | 13      | 18 stycznia 2010 | 12 kwietnia 2010 | 5 czerwca 2010  | 28 sierpnia 2010 |
| 2     | 13      | 14 września 2010 | 18 stycznia 2011 | 19 czerwca 2011 | 31 lipca 2011    |

## Seria 1:2010
| 1 | Pilot             | Gary Fleder      | Liz Tigelaar    | 18 stycznia 2010 | 26 czerwca 2010  |
| Nate Bazile jest niezwykle zaskoczony dowiadując się, że ma córkę. Lux jest wstrząśnięta, gdy odkrywa, że jej matką jest Cate Cassidy, gwiazda lokalnego programu radiowego. Baze ma wyrzuty sumienia, gdy dowiaduje się, że Lux dorastała w rodzinie zastępczej. Zabiera Lux na spotkanie z matką. Sędzia przyznaje Cate i Baze’owi prawo do wspólnej opieki nad Lux, by dać jej szansę na kochającą rodzinę, o której zawsze marzyła.                                 |                   |                  |                 |                  |                  |
| 2 | Home Inspected    | Gary Fleder      | Liz Tigelaar    | 25 stycznia 2010 | 12 czerwca 2010  |
| Pracownik opieki społecznej odwiedza Cate i Baze’a, aby ocenić, czy nadają się na rodziców. W międzyczasie Lux nie wie, co ma zrobić. Jej chłopak Bug i jej najlepsza przyjaciółka Natasha uważają, że Cate i Baze nie podejmą się rodzicielstwa na dłuższą metę i że Lux powinna wrócić do swojego starego życia i ludzi, którzy naprawdę ją kochają. W międzyczasie producenci w radio naciskają na Cate, by zaprzeczyła, jakoby ma córkę, aby uratować swoją posadę. |                   |                  |                 |                  |                  |
| 3 | Rent Uncollected  | Gary Fleder      | Liz Tigelaar    | 1 lutego 2010    | 19 czerwca 2010  |
| Kiedy Baze mówi swoim rodzicom o Lux, ci koniecznie chcą urządzić rodzinny obiad i poznać Cate i Lux. Cate niechętnie przyjmuje zaproszenie, ale jest niezadowolona, gdy pojawiają się również jej matka i siostra. W międzyczasie Cate dowiaduje się o bójce gangów w szkole, do której chodzi Lux, i postanawia przenieść córkę do szkoły, do której uczęszczali ona i Baze.                                                                                          |                   |                  |                 |                  |                  |
| 4 | Bong Intercepted  | Jeff Melman      | Emily Whitesell | 8 lutego 2010    | 26 czerwca 2010  |
| Lux ma problemy w szkole i zostaje zawieszona. Cate próbuje przekonać dyrektora szkoły, by dał jej jeszcze jedną szansę. Niestety udział Cate w całej sprawie tylko pogarsza sytuację Lux. W międzyczasie Baze czuje się urażony, gdy Cate i Ryan organizują radiową imprezę w barze po drugiej stronie ulicy zamiast w jego knajpie. |                   |                  |                 |                  |                  |
| 5 | Turtle Undefeated | Allan Arkush     | Adele Lim       | 15 lutego 2010   | 3 lipca 2010     |
| Lux proponuje zorganizowanie imprezy w mieszkaniu Baze’a, starając się wywrzeć dobre wrażenie na rozgrywającym szkolnej drużyny futbolowej i jego przyjaciołach. Cate obawia się, że Lux nigdy nie będzie miała z nią tak dobrych relacji, jak ma z Baze’em. |                   |                  |                 |                  |                  |
| 6 | Truth Unrevealed  | Nick Marck       | Janet Leahy     | 22 lutego 2010   | 10 lipca 2010    |
| Naciskani przez zarząd stacji radiowej, Cate i Ryan, zgadzają się na dołączenie do nich Baze’a w audycji, która zamienia się w publiczną sesję terapeutyczną. Lux stara się nakłonić Jonesa, aby ten oddalił zarzuty wobec jej chłopaka. |                   |                  |                 |                  |                  |
| 7 | Crisis Unaverted  | Jerry Levine     | Taylor Hamra    | 1 marca 2010     | 17 lipca 2010    |
| Czując, że traci miejsce w życiu Lux na rzecz Cate i Ryana, Baze dostaje szansę wzięcia udziału w radiowym konkursie i za wszelką cenę chce pozostać w nim do samego końca. Cate rozmyśla nad wyjawieniem Ryanowi całej prawdy o Baze’ie, ale nie może znieść myśli o konsekwencjach tego kroku. |                   |                  |                 |                  |                  |
| 8 | Bride Unbridled   | David Paymer     | Sallie Patrick  | 8 marca 2010     | 24 lipca 2010    |
| Cate i Ryan zmuszeni są robić dobrą minę do złej gry, jako gospodarze targów ślubnych, a ich sytuacja staje się jeszcze bardziej niezręczna, gdy pojawiają się tam Baze i Math. Baze, chcąc rozweselić przybitą Lux, prosi o pomoc Jonesa. |                   |                  |                 |                  |                  |
| 9 | Formal Reformed   | J. Miller Tobin  | Liz Tigelaar    | 15 marca 2010    | 31 lipca 2010    |
| Jones zaprasza Lux na imprezę. Baze znajduje w pokoju Lux prezerwatywę i, myśląc, że należy ona do Jonesa, pojawia się na imprezie, aby między Lux i Jonesem nie doszło do niczego więcej. Cate zgadza się pojawić na potańcówce, ale miejsce, w którym się ona odbywa, przywodzi na myśl bolesne wspomnienia z przeszłości. |                   |                  |                 |                  |                  |
| 10 | Family Therapized | Michael Katleman | Deidre Shaw     | 22 marca 2010    | 7 sierpnia 2010  |
| Lux i Bug zostają aresztowani po tym, jak trafiają w ręce funkcjonariuszy w czasie godziny policyjnej. Opiekun społeczny Lux postanawia, że będzie to najlepszy moment na spotkanie z Kate i Baze’em, w trakcie którego zadecydują się losy opieki nad Lux. |                   |                  |                 |                  |                  |
| 11 | Storm Weathered   | Rick Bota        | Michael Kramer  | 29 marca 2010    | 14 sierpnia 2010 |
| Lux zostaje zmuszona zmierzyć się ze swoimi uczuciami wobec Jonesa, kiedy widzi, jak całuje się z inną dziewczyną. Gdy Portland nawiedza nawałnica, Ryan zostaje sam na sam z Lux i dowiaduje się o jej burzliwej przeszłości. |                   |                  |                 |                  |                  |
| 12 | Father Unfigured  | Elizabeth Allen  | Adele Lim       | 5 kwietnia 2010  | 21 sierpnia 2010 |
| W oczekiwaniu na ślub Cate postanawia wybrać się w podróż z Lux w poszukiwaniu jej ojca, Gordona, który opuścił ją, gdy była małą dziewczynką. Lux zaprasza Baze’a, aby dołączył do niej i Cate w podróży, co pozwoli Bugowi na uporanie się z problemami w barze, zanim Baze odkryje prawdę. |                   |                  |                 |                  |                  |
| 13 | Love Unexpected   | Jerry Levine     | Liz Tigelaar    | 5 kwietnia 2010  | 28 sierpnia 2010 |
| Wraz ze zbliżającym się ślubem, Cate musi zmierzyć się ze swoimi uczuciami względem dwóch najważniejszych mężczyzn w jej życiu, Baze’a i Ryana. Sytuację dodatkowo komplikuje fakt, że w dniu ślubu wyjawia tajemnicę, która może na zawsze zmienić życie jej najbliższych. |                   |                  |                 |                  |                  |

## Seria 2: 2010-2011
| #  | Tytuł                 | Reżyseria       | Scenariusz                    | Premiera (The CW)    | Premiera w Polsce (AXN) |
| -- | --------------------- | --------------- | ----------------------------- | -------------------- | ----------------------- |
| 1  | Ocean Uncharted       | Gary Fleder     | Liz Tigelaar & Sallie Patrick | 14 września 2010     | 19 czerwca 2011         |
| 2  | Parents Unemployed    | Jerry Levine    | Patti Carr & Lara Olsen       | 21 września 2010     | 26 czerwca 2011         |
| 3  | Criminal Incriminated | Nick Marck      | Taylor Hamra                  | 28 września 2010     | 26 czerwca 2011         |
| 4  | Team Rebounded        | Elizabeth Allen | Adele Lim                     | 5 października 2010  | 3 lipca 2011            |
| 5  | Music Faced           | Jerry Levine    | Deidre Shaw                   | 12 października 2010 | 3 lipca 2011            |
| 6  | Honeymoon Interrupted | Sanaa Hamri     | Christopher Fife              | 19 października 2010 | 10 lipca 2011           |
| 7  | Camp Grounded         | Bobby Roth      | Liz Tigelaar & Sallie Patrick | 2 listopada 2010     | 10 lipca 2011           |
| 8  | Plumber Cracked       | Jerry Levine    | Lara Olsen & Patti Carr       | 9 listopada 2010     | 17 lipca 2011           |
| 9  | Homecoming Crashed    | Elizabeth Allen | Sallie Patrick                | 16 listopada 2010    | 17 lipca 2011           |
| 10 | Thanks Ungiven        | Cherie Nowlan   | Patti Carr & Lara Olsen       | 30 listopada 2010    | 24 lipca 2011           |
| 11 | Stand Taken           | Gary Fleder     | Adele Lim                     | 7 grudnia 2010       | 24 lipca 2011           |
| 12 | Teacher Schooled      | Howie Deutch    | Liz Tigelaar & Taylor Hamra   | 18 stycznia 2011     | 31 lipca 2011           |
| 13 | Affair Remembered     | Rick Bota       | Michael Kramer                | 18 stycznia 2011     | 31 lipca 2011           |